# گلد هیل (کلرادو)
گلد هیل (به انگلیسی: Gold Hill) یک منطقهٔ مسکونی در ایالات متحده آمریکا است که در شهرستان بولدر، کلرادو واقع شده‌است. گلد هیل ۵٫۲ کیلومتر مربع مساحت و ۲۳۰ نفر جمعیت دارد و ۲٬۵۳۰ متر بالاتر از سطح دریا واقع شده‌است.